# Abdul Nacer Benbrika
Abdul Nacer Benbrika (også omtalt som Abu Bakr) er en algiersk-australsk muslimsk prædikant og politisk aktivist. 
I Melbourne, Australien blev han i november 2005 sigtet for at være medlem af en terrororganisation, da det australske politik under en aktion i Sydney og Melbourne arresterede 17 påståede medlemmer af en radikal islamistisk terrorcelle.
Han er gift med en libanesisk-født australsk kvinde, med hvem har har 6 børn.

## Eksterne link
- Jamie Duncan: Benbrika's rise to prominence, News.com.au. Engelsksproget baggrundsartikel.